# Conoesucidae
Conoesucidae  (лат.) — семейство ручейников подотряда Integripalpia. Около 40 видов. 

## Описание
Австралия, Тасмания, Новая Зеландия. Личинки живут в холодных и быстрых ручьях и речках, где они питаются растительным детритом, водорослями и мхом. Строят подводные домики из песчинок, мелких камешков, частичек растений и шёлка.

## Систематика
Семейство Conoesucidae в результате филогенетического анализа (Holzenthal et al., 2007) было отнесено к надсемейству Sericostomatoidea. Conoesucidae было установлено Россом в 1967 году (Ross, 1967) в качестве подсемейства Conoesucinae внутри семейства Sericostomatidae для родов Австралазии (однако, первоначально он не назвал эти роды и не дал диагноза группы). Позднее, (Neboiss, 1977) повысил уровень подсемейства до статуса семейства, сопроводив его детальным описанием и включив в него 6 родов (все ранее находились в составе Sericostomatidae). Позднее в новое семейство были добавлены ещё несколько родов и общее число видов достигло около 40, все эндемики юго-восточной Австралии и Тасмании (Coenoria, Conoesucus, Costora, Hampa, Lingora, Matasia) или Новой Зеландии (Beraeoptera, Confluens, Olinga, Periwinkla, Pycnocentria, Pycnocentrodes). 
- Beraeoptera Mosely, 1953
  - Beraeoptera roria Mosely in Mosely & Kimmins, 1953
- Coenoria Mosely, 1953
  - Coenoria boera Mosely in Mosely & Kimmins, 1953
- Confluens Wise, 1962
  - Confluens hamiltoni (Tillyard, 1924)
  - Confluens olingoides (Tillyard, 1924)
- Conoesucus Mosely, 1936
  - Conoesucus adiastolus Jackson, 1998
  - Conoesucus brontensis  Neboiss, 1977
  - Conoesucus digitiferus  Jacquemart, 1965
  - Conoesucus fromus  Mosely, 1936
  - Conoesucus nepotulus  Neboiss, 1977
  - Conoesucus norelus  Mosely in Mosely & Kimmins, 1953
  - Conoesucus notialis  Jackson, 1998
  - Conoesucus semiauratus  Mosely in Mosely & Kimmins, 1953
- Costora Mosely, 1936
- Hampa Mosely, 1953
- Lingora Mosely, 1936
- Matasia Mosely, 1936
- Olinga McLachlan, 1894
  - Olinga christinae Ward & McKenzie, 1997
  - Olinga feredayi (McLachlan, 1868)
  - Olinga fumosa Wise, 1958
  - Olinga jeanae McFarlane, 1966
- Periwinkla McFarlane, 1973
  - Periwinkla childi McFarlane, 1973
- Pycnocentria McLachlan, 1866
- Pycnocentrodes Tillyard, 1924
  - Pycnocentrodes aeris  Wise, 1958
  - Pycnocentrodes aureolus  (McLachlan, 1868)
  - Pycnocentrodes modestus  Cowley, 1976